# Johanneskirche (Radom)

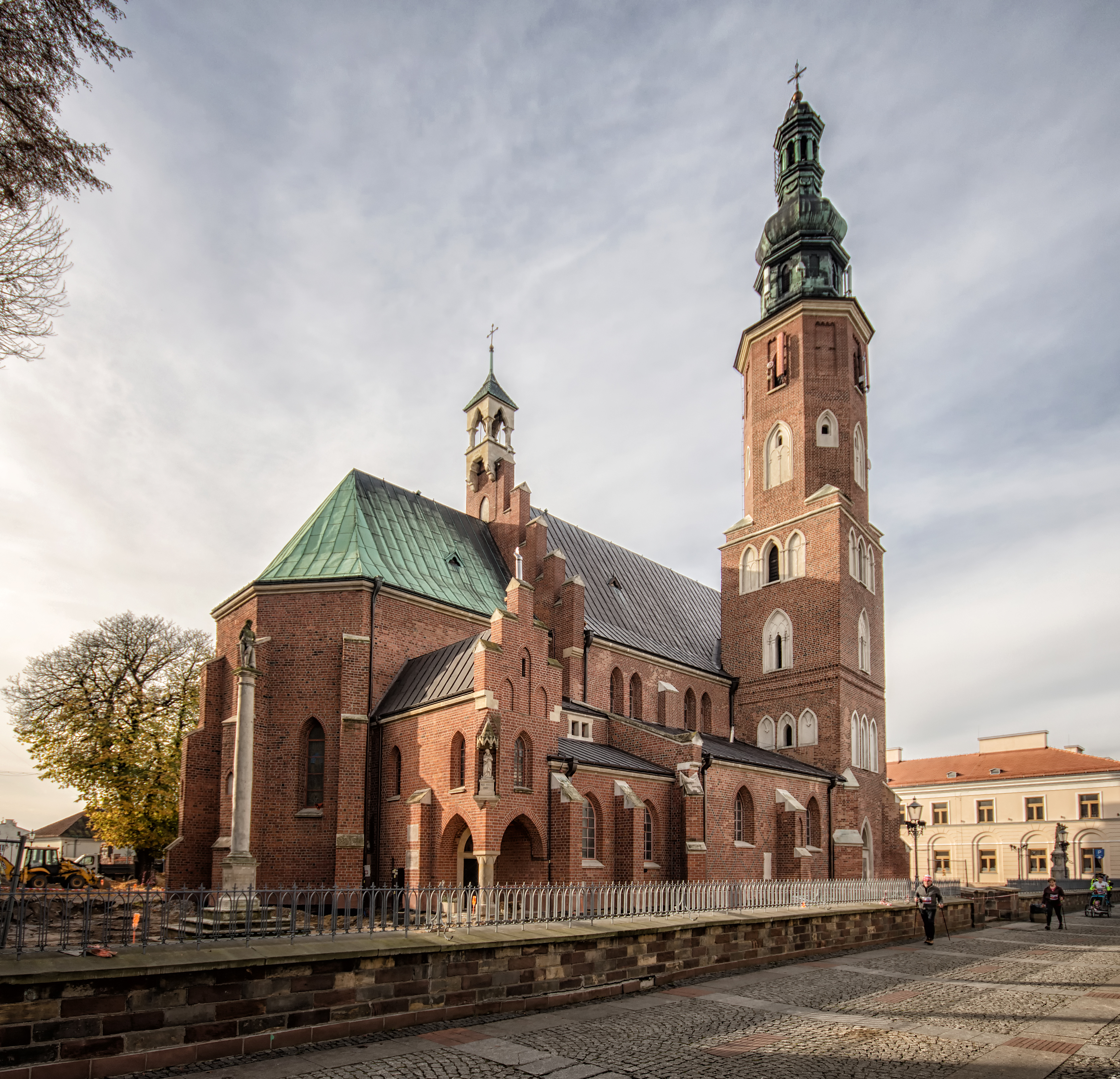
Seitenansicht, 2022

Die Kirche des Heiligen Johannes des Täufers (polnisch Kościół św. Jana Chrzciciela) ist eine römisch-katholische Kirche in Radom in der polnischen Woiwodschaft Masowien. 

## Geschichte
Die Kirche wurde bereits im 14. Jahrhundert im Stil der Backsteingotik errichtet und wahrscheinlich in der Zeit von Kasimir dem Großen geweiht. Die Gemeinde der Pfarrkirche wurde 1408 erstmals urkundlich erwähnt. Die Seitenkapellen stammen aus dem 15. und 16. Jahrhundert. Der Heilige Kasimir benutzte die Kirche als Residenzkirche von 1481 und 1483. Sein Bruder Friedrich Jagiello erhielt in der Kirche 1495 die Kardinalsbulle und den Kardinalshut.
Der Sejm tagte 1505 in der Kirche und erließ die Verfassung Nihil Novi.